# Fibulacamptus bisetosus
Fibulacamptus bisetosus é uma espécie de crustáceo da família Canthocamptidae.
É endémica da Austrália.